# ĸ
ĸ, cuyo nombre es kra, fue una letra utilizada antiguamente en el idioma groenlandés (kalaallisut) y en el inuit (esquimal) de Labrador (inuktitut).

## Historia
Creada especialmente para el groenlandés, la letra ĸ fue reemplazada por q a raíz de la reforma ortográfica de 1973.
En el dialecto inuttitut de Labrador escrito con la ortografía Bourquin la ĸ se usó para transcribir una consonante fricativa uvular sorda /χ/, también transcrita como 'q' en otras ortografías. La letra fue reemplazada por una K mayúscula en la ortografía estandarizada de 1980.

## Uso
La letra ĸ se empleó para transcribir el sonido de una consonante oclusiva uvular sorda (transcrita por [q] en el alfabeto fonético internacional) en groenlandés.
Es destacable que ĸ, al igual que la ß alemana, careció de forma mayúscula. Respecto al orden alfabético, ĸ se consideró como una q y no como una k.

## Codificación digital
La letra ĸ se representa en Unicode por el código U+0138.
| Carácter      | ĸ                      | ĸ                      |
| ------------- | ---------------------- | ---------------------- |
| Unicode       | LATIN SMALL LETTER KRA | LATIN SMALL LETTER KRA |
| Codificación  | decimal                | hex                    |
| Unicode       | 312                    | U+0138                 |
| UTF-8         | 196 184                | C4 B8                  |
| Ref. numérica | &#312;                 | &#x138;                |